# Akron (Kolorado)
Akron – miasto w Stanach Zjednoczonych, w stanie Kolorado, siedziba administracyjna hrabstwa Washington.